# Поэр, Ален
Але́н Эми́ль Луи́ Мари́ Поэ́р (фр. Alain Émile Louis Marie Poher; 17 апреля 1909, Аблон-сюр-Сен, департамент Валь-де-Марн — 9 декабря 1996, Париж) — французский государственный деятель, многолетний (24 года) председатель Сената Франции, единственный в истории Пятой республики временно исполняющий обязанности президента республики (фр. le président de la République par intérim), причём исполнял эти обязанности дважды: в 1969 и 1974 годах. В 1966—1969 годах — председатель Европейского парламента.

## Начало биографии. Военные и послевоенные годы
Родился в Аблон-сюр-Сен, департамент Валь-де-Марн. Окончил лицей Людовика Великого и Высшую политическую школу (Sciences-Po), прослужил в Министерстве финансов всю войну и оккупацию, при этом сотрудничая с Сопротивлением. После войны был секретарём кабинета Робера Шумана, занимался социальной политикой и вопросами оккупированных Германии и Австрии (генеральный секретарь по делам оккупационных зон в 1948—1952 годах и председатель союзных органов управления в Руре).

## Полвека в Сенате
Провёл почти полвека в Совете Республики/Сенате Франции (с 1946 по 1995 год, постоянно переизбирался, кроме перерыва на «германскую» деятельность в 1948—1952). Представлял там христианско-демократическое Народно-республиканское движение (MRP). Дважды входил в недолговечные правительства Четвёртой республики (1948 году — секретарь по бюджету, 1957—1958 году — по морским делам).
Поддержал Шарля де Голля в процессе ликвидации Четвёртой республики и конституционной реформы. Сторонник европейской интеграции, с 1966 года Поэр был председателем Европейского парламента. 3 октября 1968 года избран председателем Сената, продолжая до января 1969 года по совместительству возглавлять Европарламент.

## Первое временное президентство и выборы-1969
27 апреля 1969 года был проведён предложенный президентом Ш. де Голлем референдум, по которому Сенат должен был быть преобразован в консультативно-экономический орган. Поэр активно противостоял этой инициативе и пытался убедить де Голля отменить референдум. Предложение не было принято населением. После этого Шарль де Голль, считавший голосование своеобразным вотумом доверия себе, объявил об отставке, прекратив в 12 часов дня 28 апреля 1969 года исполнение обязанностей главы государства. Согласно Конституции Пятой республики (1958), Конституционный совет Франции усмотрел, что наступили условия для временного исполнения обязанностей президента республики председателем Сената, и назначил досрочные выборы президента на 1 июня 1969 года.
В этих выборах участвовал и сам Поэр, намереваясь стать президентом уже на постоянной основе (сразу же после отставки де Голля он поселился в Елисейском дворце и стал проводить приёмы и консультации по плотному графику). Во второй тур выборов (15 июня 1969 года) Поэр вышел вместе с экс-премьером, близким сподвижником де Голля Жоржем Помпиду, сумев обойти коммуниста Жака Дюкло и двух социалистов, Мишеля Рокара и Гастона Деффера. Это был единственный случай до выборов 2002 года (Ширак — Ле Пен), когда во второй тур всенародных выборов не вышли представители левых партий. Однако Поэр проиграл Помпиду во втором туре и 20 июня 1969 года прекратил временное исполнение президентских обязанностей, после того, как Помпиду вступил в должность. В первом туре Поэр набрал 5 268 613 голосов (23,3 %) и 7 943 118 во втором (41,8 %). За него голосовали правые неоголлисты, а во втором туре — ещё и социалисты. Коммунисты во главе с Жаком Дюкло бойкотировали второй тур. В том же году Поэр покинул пост председателя Европарламента, оставшись во главе Сената.

## Второе временное президентство
2 апреля 1974 года в 21 час Жорж Помпиду скончался от лейкемии. Собравшийся на другой день Конституционный совет Франции вновь утвердил Поэра временно исполняющим обязанности президента республики. На сей раз он не участвовал в досрочных выборах 5—19 мая 1974 года, которые выиграл Валери Жискар д’Эстен (причём во втором туре Поэр строго следил за голосованием в заморских департаментах, от исхода которого зависела победа Жискара либо выигравшего первый тур Франсуа Миттерана). 27 мая 1974 года вновь избранный президент вступил в должность, и этим прекратился второй временный срок полномочий Поэра.
После этого Поэр занимал кресло главы Сената ещё 18 лет и ушёл в отставку в 83-летнем возрасте 1 октября 1992 года.

## Политические взгляды
Поэр был твёрдым сторонником интеграции в ЕЭС. Во время второго временного срока Поэр ратифицировал Европейскую конвенцию по правам человека, которая не была ратифицирована при голлистах; это он сделал в память о своём учителе Робере Шумане, одном из отцов-основателей единой Европы. Когда к власти пришёл Миттеран в 1981 году, то Поэр сотрудничал с социалистами, но отверг поправки к конституции, предложенные Лораном Фабиусом в 1984 году.